# Сел на Лоари
Сел на Лоари (фр. Celle-sur-Loire) је насеље и општина у источном делу централне Француске у региону Бургоња, у департману Нијевр која припада префектури Кон Кур сир Лоар.
По подацима из 2011. године у општини је живело 858 становника, а густина насељености је износила 40,53 становника/km². Општина се простире на површини од 21,17 km². Налази се на средњој надморској висини од 140 метара (максималној 233 m, а минималној 132 m).

## Демографија
| 1962. | 1968. | 1975. | 1982. | 1990. | 1999. | 2011. |
| ----- | ----- | ----- | ----- | ----- | ----- | ----- |
| 623   | 627   | 660   | 759   | 859   | 798   | 858   |

График промене броја становника у току последњих година